# Чайка (система управления движением)
Чайка — система управления движением (ориентации и спуска) установленная на пилотируемый космический корабль «Восток-ЗА», разработанная в ОКБ-1, по руководством Б. В. Раушенбаха. Первые испытания системы были проведены в мае 1960 года, при запуске в космос корабля «Восход» без теплозащиты и жизнеобеспечения (1-КП).
Система представляла собой два независимых контура управления: основной и резервный. Основной контур обеспечивал трёхосную ориентацию корабля с помощью инфракрасной вертикали (ИКВ) и гироскопической орбиты. Устройства ИКВ разрабатывались в ЦКБ «Геофизика» под руководством В. А. Хрусталёва и Б. Медведева, созданный прибор различал границу между Землей по всей её окружности и космосом. Далее, после фазы обработки сигналов идущих от ИКВ, система управления ориентировала корабль одной осью на центр Земли. Для предотвращения возможного вращения вокруг заданной оси, в пространстве его ориентировала гироскопическая орбита по направлению вектора скорости.
В свою очередь, гироскопическая орбита (гироорбитант) — это изобретение, предложенное конструктором Е. Н. Токарем и представляющее собой гироскопическое устройство для определения угла отклонения от плоскости орбиты искусственного спутника Земли. По принципу действия этот прибор схож с маятниковым гирокомпасом, но роль маятника в нём выполняют пружины.
Колебательные движения корабля системой «Чайка» поглощаются с помощью трёх гироскопических датчиков угловых скоростей. Датчики для системы были разработаны в КБ завода «Авиаприбор». Главным конструктором являлся Е. Ф. Антипов.
Резервная система «Чайки», была разработана Б. В. Раушенбахом и В.П Легостаевым, и состояла она из оптического датчика ориентации на Солнце и датчиков угловых скоростей для нивелирования колебаний. И основная и резервная системы имели релейные блоки управления, которые направляли команды на пневматические клапаны микродвигателей ориентации корабля в пространстве.
Первое испытание системы было произведено 13 мая 1960 года, после установки всех компонентов системы в спускаемый корабль, он был поднят краном на гибкой подвеске, раскачен и раскручен относительно трёх осей, микродвигатели ориентации сработали в штатном режиме. При запуске космического корабля 15 мая, система также сработала штатно.